# Hunter Street
Hunter Street è una serie televisiva olandese ideata da Reint Schölvinck e Melle Runderkamp e prodotta da Nickelodeon.

## Trama

### Prima stagione
La storia si svolge nella moderna città di Amsterdam dove sorge l'Hunter Museum gestito dai coniugi Erik e Kate Hunter. La coppia ha cinque figli adottivi: Anika, Tess, Daniel, Sal e Max, l'ultimo arrivato, che ha l'ultima possibilità per avere una famiglia.
La sera dell'adozione di Max, Erik e Kate vanno all'opera ma la mattina seguente i ragazzi si accorgono che non sono rincasati.
Gli Hunter tra varie peripezie trovano un biglietto con scritto Saganash.

### Seconda stagione
Erik viene accusato di furto in un museo e viene arrestato. Mentre Max parte per la Spagna per incontrare i suoi genitori biologici, uno strano poliziotto rientra nella scena, i Parenti vengono accusati dai fratelli e due nuovi individui cominciano a far parte della famiglia Hunter; i giovani Hunter passeranno mille avventure per cercare di scagionare loro padre.

### Terza stagione
La famiglia Hunter va in vacanza, in una strana casa, intanto Anika viene chiamata da uno strano uomo che trama qualcosa. Sal sta indagando con Rex Legende, Jake è in ospedale a causa della sua caduta nel bosco, Evie è alle ricerche della mappa assieme ad Oliver, trovato in un camper nel bosco e Jasmyn che continua a cercare indizi. Questa stagione gira intorno ad una maledizione e ad una scoperta che lascerà a bocca aperta gli Hunter, ma soprattutto Oliver, la sua mamma Dottie ed Anika.

## Personaggi e interpreti

### Personaggi principali
- Tess Hunter (stagioni 1-2), interpretata da Mae Mae Renfrow. Adora leggere ed è stata adottata insieme a Daniel. È un po' introversa e cerca di interpretare ed elaborare indizi. Max la chiama "Silenzio". Nella terza stagione non sarà presente in quanto partita in Namibia.
- Maximilian "Max" Hunter (stagioni 1-2), interpretato da Stony Blyden. È il nuovo arrivato in casa Hunter, si dimostra sin da subito molto legato alla sua nuova famiglia e darà tutto se stesso per ritrovare Eric e Kate. Nella terza stagione non sarà presente in quanto partito in Spagna per incontrare i genitori biologici.
- Anika Hunter (stagioni 1-4), interpretata da Kyra Smith. È la prima ad essere stata adottata, adora ascoltare la musica e pattinare. Va molto d'accordo con Sal e Max le ha dato il soprannome di "Bella scimmietta." Nella terza stagione si scopre che la madre biologica è la brillante ricercatrice Dominique, morta poco dopo la nascita di lei e del fratello gemello Oliver. Dominique organizza una caccia al tesoro che li porterà a ottenere dei ciondoli in una piramide, che poi si scopriranno essere le chiavi del tesoro.
- Sal Hunter (stagioni 1-3), interpretato da Daan Creyghton. È il più intelligente della famiglia e adora tutto ciò che possa essere istruttivo, inclusa la scuola in cui va nella stessa classe di Max pur essendo più piccolo. Va spesso all'opera ed è un mago dei computer. Va molto d'accordo con Anika e Max con cui fa subito amicizia ricevendo il soprannome di "Cervellone".
- Daniel Hunter (stagioni 1-2, 4), interpretato da Thomas Jansen. È il più grande ed è stato adottato insieme a Tess. Si allena sempre e dice che lo fa per schiarirsi le idee. È innamorato di Simóne, una poliziotta. Si mostra responsabile ma combina sempre disastri e Max lo chiama "prosciutto cotto". Dalla seconda stagione sarà un agente di polizia.
- Jake Hunter (stagioni 2-3), interpretato da Wilson Radjou-Pujalte, è un ragazzo molto intelligente e la sua passione più grande è l'arte del disegno. Nella terza stagione si rompe una gamba e finirà in ospedale, ma comunque parteciperà alle ricerche del tesoro e della famiglia di Anika.
- Evie Hunter (stagioni 2-4), interpretata da Kate Bensdorp. È una bambina molto tranquilla che, sentendosi a disagio con gli Hunter, decide di non parlare. Porta con sé un ciondolo e alla fine della serie si scopre essere la figlia dell'ex-capo, ormai defunto, dei Parenti. Adora i cuccioli e giocare a nascondino.
- Oliver (stagioni 3-4), interpretato da Eliyha Altena. È il figlio di Dottie, un ragazzo, poche volte arrogante, ma anche dolce. Scoprirà che Dottie non è la madre biologica, bensì la zia, perché sorella della vera madre di lui e di Anika Dominique.
- Jasmyn (stagioni 3-4), interpretata da Sarah Nauta. È la figlia del guardaboschi Liemann, nonché amica di Oliver. Molto ferrata in quanto a piante e rimedi, Sal le regalerà un cellulare che lei non sa usare.

### Personaggi secondari
- Erik Hunter (stagioni 1-4), interpretato da Ronald Top. È il padre dei ragazzi e come loro anche lui è stato adottato da un membro della famiglia Hunter.
- Kate Hunter (stagioni 1-4), interpretata da Tooske Ragas. È la moglie di Erik e quindi la madre dei ragazzi.
- Tim (stagione 1-2), interpretato da Barnaby Savage. È l'assistente sociale che si occupa di Max ed è lui a condurlo dagli Hunter dopo varie assegnazioni, ed è innamorato di Simone.
- Simóne, (stagioni 1-2), interpretata da Yootha Wong-Loi-Sing. È la poliziotta che si occupa della sorveglianza del quartiere dove sorge l'Hunter Museum. Daniel ha una cotta per lei ma Simone presta attenzioni a Tim.
- Rinus, (stagioni 1-2), ex custode del museo degli Hunter, è considerato come "un quasi Hunter" da Eric e Kate.
- MGP (stagioni 1-3), acronimo di un noto falsario che anni prima delle vicende narrate cercò di rubare un uovo Fabergé dall'Hunter Museum, dopo essere stato scoperto dai coniugi Hunter, l'uomo (con l'aiuto di Eric e Kate), cambiò vita e ora possiede un negozio d'antiquariato chiamato Pika Pika. Aiuterà Max e i suoi fratelli creando un falso diamante per Saganash.
- I Parenti (stagioni 1-2), sono una misteriosa società segreta amica della famiglia Hunter che riesce a recuperare il diamante blu "il vero amore di Josephine" dalle grinfie dei Saganash.
- Sophie (stagioni 1-2), interpretata da Zoë Harding. È figlia di Saganash, si è nascosta per la maggior parte del tempo sotto un cappuccio, finché i fratelli Hunter non l'hanno smascherata. Successivamente ha deciso di aiutare gli Hunter a fermare suo padre. Ha rapporti molto stretti con Daniel e non è mai andata a scuola.
- Jenny (stagioni 2), interpretata da Alyssa Guerrouche. È una ragazza molto sveglia che consegna giornali. Aiuta di nascosto la famiglia Hunter dandosi il soprannome di "Apollo". Sal ha una cotta per lei.
- Simon (stagioni 2, 4), interpretato da Micheal de Roos. È il capo poliziotto di Daniel e Simóne nella seconda stagione. È spesso impaziente con i ragazzi Hunter, ma nonostante tutto molto premuroso.
- Dorotea "Dottie" Peters, (stagioni 3-4), interpretata da Cystine Carreon. È la mamma adottiva di Oliver, nonché proprietaria della casa in cui gli Hunter vanno in vacanza. Alla fine si scopre che ha corrotto l'agenzia di adozioni per ottenere uno dei gemelli figli di Dominique (sua sorella).
- Markus, (stagioni 3-4), interpretato da Thomas Cammaert, è l'ex marito di Dottie, scambiato inizialmente dai ragazzi per il ladro, ma successivamente si scoprirà che lui seguiva Anika e Oliver per evitare che si mettessero nei pasticci. Alla fine lui e Dottie tornano insieme.
- Dominique (stagione 3). È la madre biologica di Oliver e Anika, morta poco dopo la loro nascita per un virus tropicale. Organizza una caccia al tesoro per far trovare ai figli il tesoro di Montezuma e farglielo riportare in Messico, come lei avrebbe voluto, ma Rex Legend (suo compagno di università) lo ha rubato.
- Liemann (stagioni 3-4). È il padre di Jasmyn, nonché guardaboschi. Ha fatto vivere la figlia lontana dalla città per molti anni, quindi lei non sa usare la tecnologia.
- Mr. "Magpie" Browning (stagioni 1-3), interpretato da Tillman Galloway.
- Gertrude (stagioni 1–2), interpretata da Dawn Mastin.
- Janine Bruhl (stagione 1), interpretata da Liora Kats.
- Julius Bruhl (stagione 1), interpretato da Amedeo Feingold.
- Hedwig Hunter (stagione 1), interpretata da Debra Mulholland.
- Diane (stagioni 2-4), interpretata da Loveday Smith.
- Ufficiale Smith (stagione 3), interpretata da Meriyem Manders.
- Florian (stagione 4), interpretato da Padraig Turley.
- Josh (stagione 4), interpretato da Reiky de Valk.
- Miss Lucas (stagione 4), interpretato da Mimi Ferrer.
- Mr. Simmons (stagione 4), interpretato da Max Van Kreij.
- Isabelle Jackson (stagione 4), interpretata da Myrthe Burger.
- Alex Jackson (stagione 4), interpretato da Jakob Nieuwenhuijsen.

### Antagonisti
- Rinus Saganash (stagioni 1-2), interpretato da Kees Hulst. È un uomo con cui gli Hunter facevano in passato affari commerciali e sono i responsabile del rapimento di Erik e Kate.
- Professoressa Clutterbeeck (stagioni 1-2), interpretata da Eva Van Der Gucht. È la Professoressa di Max e Sal, è estremamente severa ed è golosa di dolci, sin dal primo giorno ha preso di mira Max per il suo carattere vivace costringendolo in assurde punizioni.
- La Zia Hedwig. È la sorella di Erik ed è figlia biologica dei nonni degli Hunter, vuole impossessarsi della fortuna di Erik e Kate e sbarazzarsi dei loro figli adottivi. Inizialmente si presenta a loro come una donna delle pulizie ma in seguito viene smascherata, tornerà assieme al fratello per cacciare definitivamente i ragazzi da casa loro ma alla fine verrà allontana dai ragazzi con una registrazione fatta da Max.
- Lo Zio Eugene. È il fratello della zia Hedwig con un passato nell'esercito e con la stessa indole e stessi scopi della sorella. Anche lui, come lei, verrà allontanato dopo l'intervento di Simone e Tim dopo aver ascoltato la registrazione.
- Bernard. È un membro dei Parenti che cerca di rubare la corona per diventare il loro capo.
- Lucia. È la perfida matrigna di Evie prima che venisse adottata dalla famiglia Hunter. È l'alleata di Bernard e vuole impossessarsi della fortuna di William Rimbosh: il padre biologico, ormai defunto, di Evie, nonché l'ex-capo dei Parenti.
- Jerry (stagione 2), interpretato d Mark Wijsman. È un falso poliziotto che lavora per Bernard in modo che possa hackerare il sistema elettronico degli Hunter.
- Rex Legend (stagione 3), interpretato da Charlie May. E il ladro che finge di essere preoccupato per il furto al museo Hunter tanto da fare uno speciale nel suo programma. Alla fine si scopre che ha rubato il tesoro di Montezuma, ma Dominique lo ha recuperato e nascosto nella casa di Dottie e finisce intrappolato nell'obelisco della piramide dove Anika e Oliver hanno trovato i ciondoli.

## Episodi
La prima stagione ha debuttato su Nickelodeon negli Stati Uniti dall'11 marzo 2017 al 7 aprile 2017 e in Italia dal 13 maggio 2018 al 23 giugno 2018. Il 17 marzo è stato trasmesso uno speciale intitolato Clued In: A Hunter Street Special, in Italia ancora inedito. La seconda stagione è andata in onda negli Stati Uniti dal 29 gennaio 2018 al 23 febbraio 2018, in Italia invece dal 30 aprile 2018. Negli Stati Uniti la prima stagione ha avuto circa 1.32 milioni di spettatori e la seconda 960.000. Il 4 maggio 2019 viene annunciato, dopo la fine delle riprese, che la serie comincerà negli USA, su Nickelodeon, il 22 luglio 2019. Il 20 luglio 2019 viene rimandata al 29 luglio 2019 su TeenNick. Invece dal 22 luglio 2019 va in onda su Nickelodeon Regno Unito.
In Italia la prima stagione è stata trasmessa dal 13 maggio 2018 al 28 maggio 2018 su Nickelodeon e dal 29 maggio 2018 al 23 giugno 2018 su TeenNick. Tra il 2018 e gli inizi del 2021 le prime 3 stagioni vanno in onda su Super!. L'11 settembre 2019 Nickelodeon Italia fa comparire in TV un primo trailer della stagione 3 di Hunter Street che annuncia che comincerà, non su TeenNick, ma su Nickelodeon ad ottobre, intanto cominciata dal 7 ottobre ogni lunedì con doppio episodio. Il 19 luglio 2021 su Nickelodeon Italia inizia la quarta stagione senza nessuna promozione.
| Stagione                          | Episodi                           | Prima TV USA  | Prima TV Italia |
| --------------------------------- | --------------------------------- | ------------- | --------------- |
| Prima stagione                    | 20                                | 2017          | 2018            |
| Clued In: A Hunter Street Special | Clued In: A Hunter Street Special | 17 marzo 2017 | inedito         |
| Seconda stagione                  | 20                                | 2018          | 2018            |
| Terza stagione                    | 30                                | 2019          | 2019-2020       |
| Quarta stagione                   | 20                                | 2021          | 2021            |

## Produzione
La serie è stata prodotta nei Paesi Bassi. Il 2 marzo 2017 Nickelodeon ha ordinato la serie per una prima stagione di 20 episodi e il 25 aprile 2017 la serie è stata rinnovata per una seconda stagione di altri 20 episodi. Il 27 luglio 2018 si produce una terza stagione di 30 episodi. Il 10 febbraio 2020 Nickelodeon conferma il rinnovo per una quarta stagione prevista per il 2021 negli Stati Uniti e per 2021-2022 in Italia, prima sul canale a pagamento Nickelodeon e poi in replica sul canale gratuito Super!. Le riprese dovevano iniziare a maggio 2020, poi posticipate al 31 luglio 2020 a causa del COVID-19.